# Hemiciclo

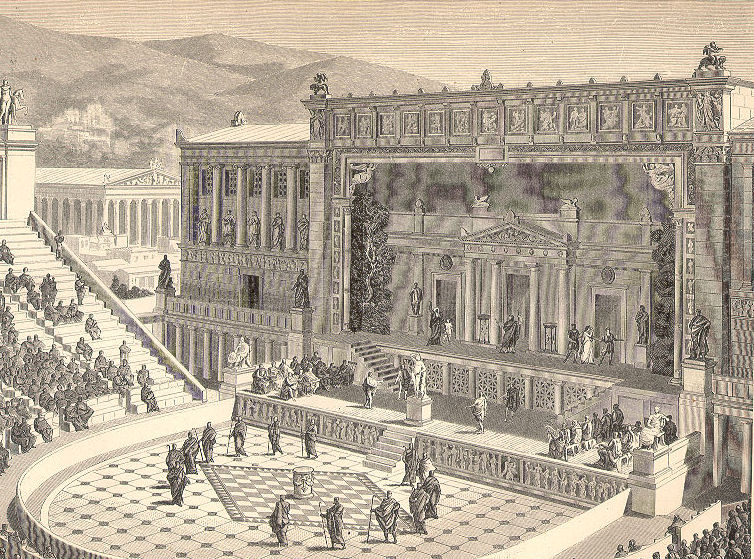
O Teatro de Dionísio, que abrigava a Eclésia Ateniense, por volta do século IV a.C.

Um hemiciclo é uma câmara legislativa de debate semicircular ou em forma de ferradura, onde os membros se sentam para discutir e votar sobre seus negócios. Embora originalmente de raízes gregas antigas, o termo e o design moderno derivam da política e prática francesas.

## Uso
A forma circular é projetada para incentivar o consenso entre os partidos políticos em vez de confronto, como no Palácio de Westminster, onde os partidos do governo e de oposição se enfrentam em conjuntos opostos de bancadas. O design é usado na maioria dos países europeus (e, portanto, foi adotado pelo Parlamento Europeu) e nos Estados Unidos.
O Reino Unido, que é o originador do sistema Westminster, não usa um hemiciclo. No entanto, duas das três legislaturas devolvidas, o Parlamento Escocês e o Senedd (Parlamento Galês), usam, enquanto a Assembleia da Irlanda do Norte é um formato híbrido em "ferradura".

## Organização
No caso da Austrália (ilustrada abaixo), os dois maiores partidos ainda se enfrentam, enquanto no hemiciclo do Parlamento Escocês, o maior partido senta-se no meio. No entanto, alguns hemiciclos seguem um arranjo estrito de esquerda-direita, com, por exemplo, um partido governista de esquerda sentado à esquerda e a oposição de direita à direita. Nesses casos, os resultados eleitorais são frequentemente retratados no hemiciclo para mostrar os resultados de coalizões de esquerda ou de direita (atingindo 50% no centro, onde os partidos centristas de terceira via estão localizados) para a formação de uma maioria.

## Variações
Alguns países com sistema Westminster fora do Reino Unido, como Índia, Nova Zelândia e Austrália, possuem bancadas confrontacionais, mas o segmento final é curvado para criar um hemiciclo parcial, enquanto outros países, como a República Popular da China, têm um único conjunto de bancadas voltadas para uma área de palco (o que reflete o sistema de partido único em operação lá).

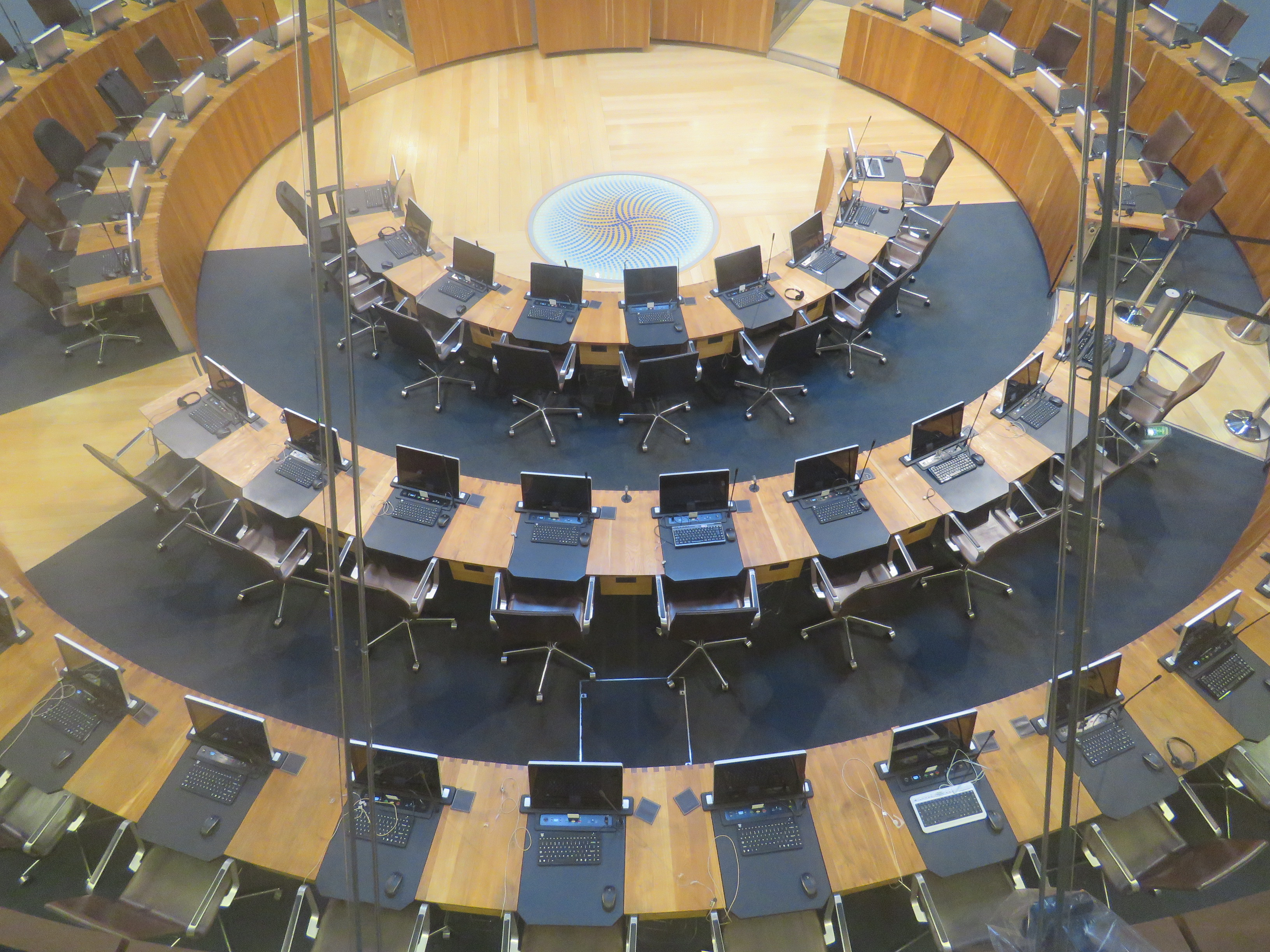
Siambr semicircular no Senedd (Parlamento Galês)
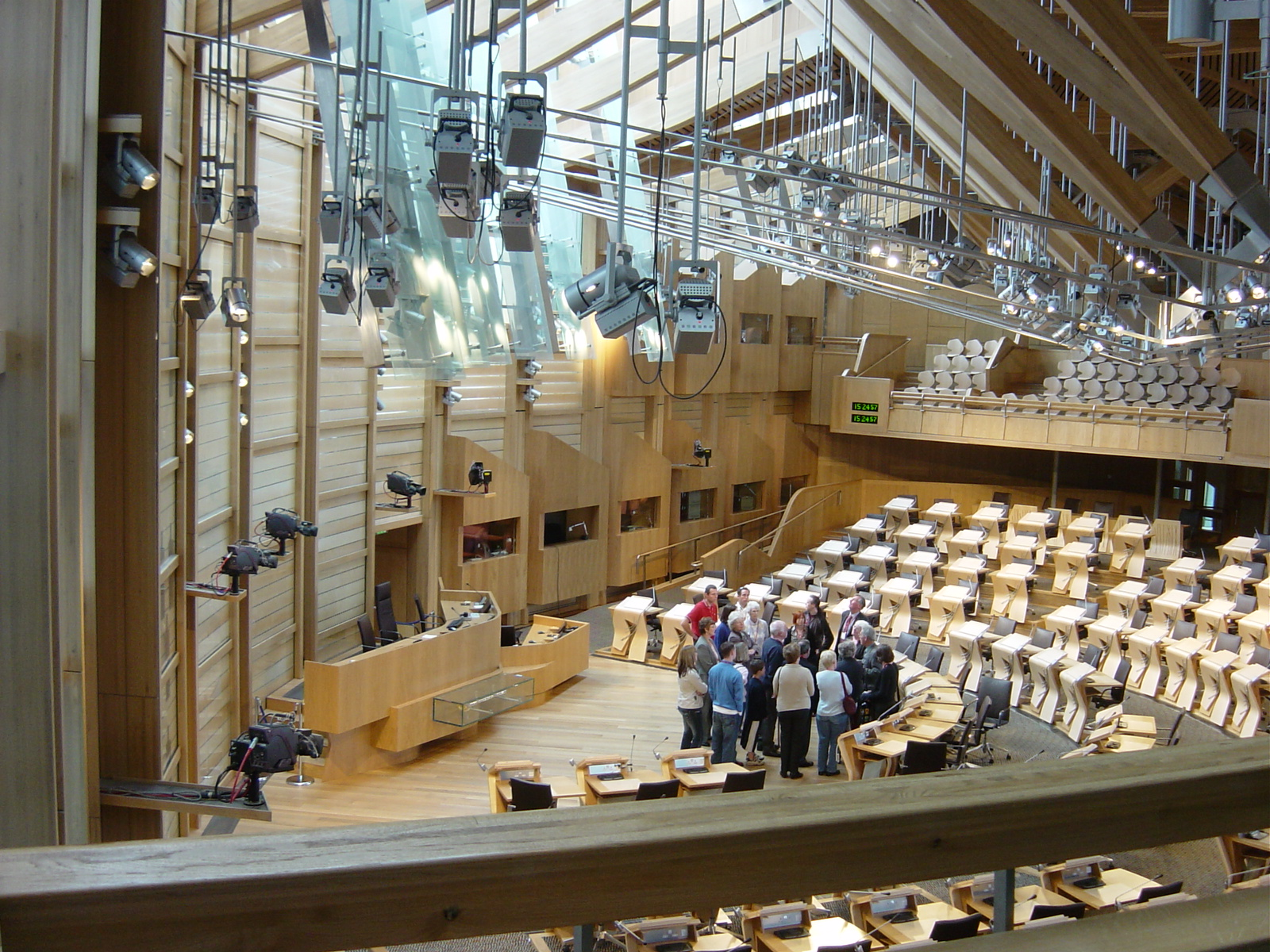
Câmara de debates no Parlamento Escocês
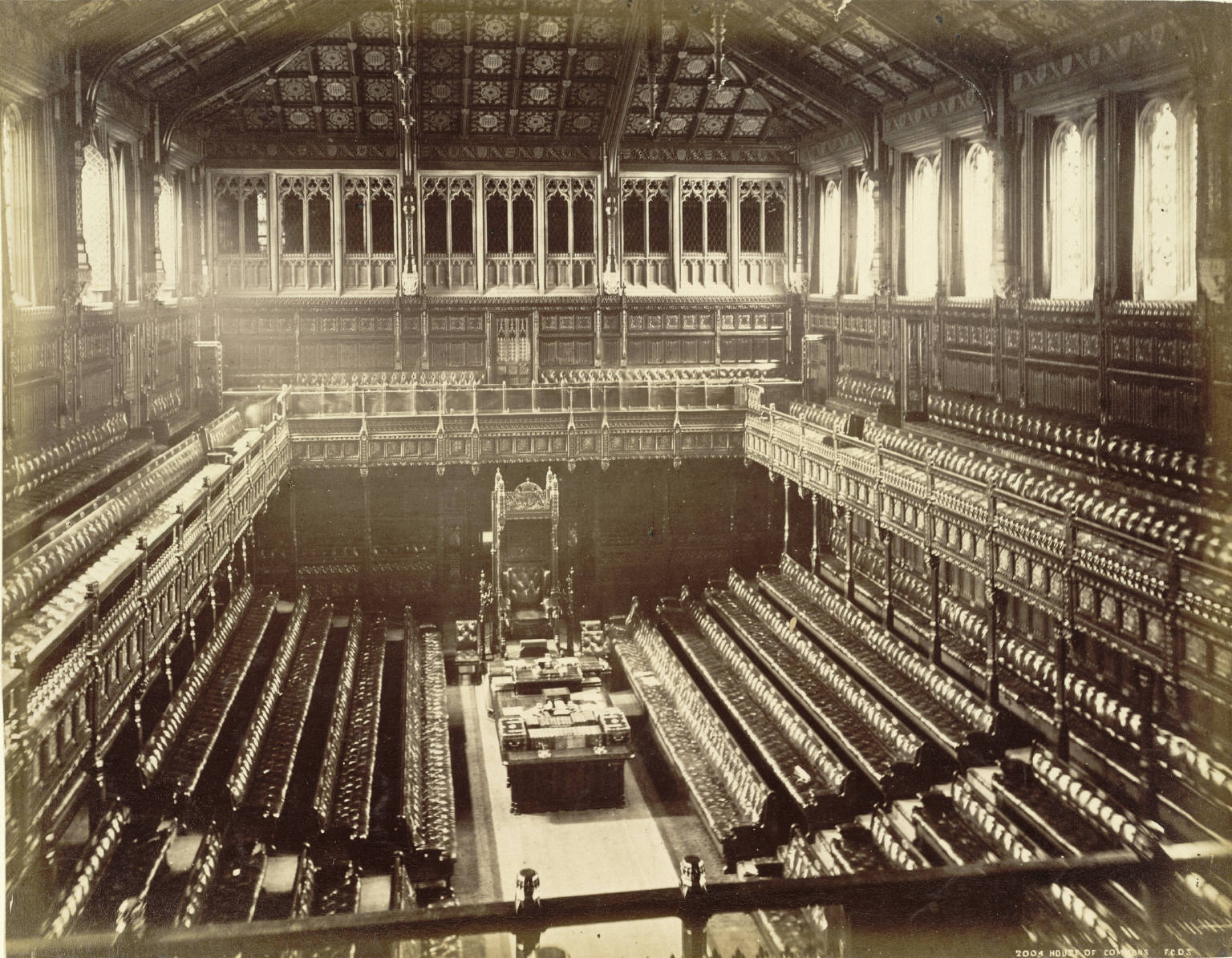
Câmara dos Comuns Britânica com suas bancadas ao estilo Westminster (câmara antiga mostrada)
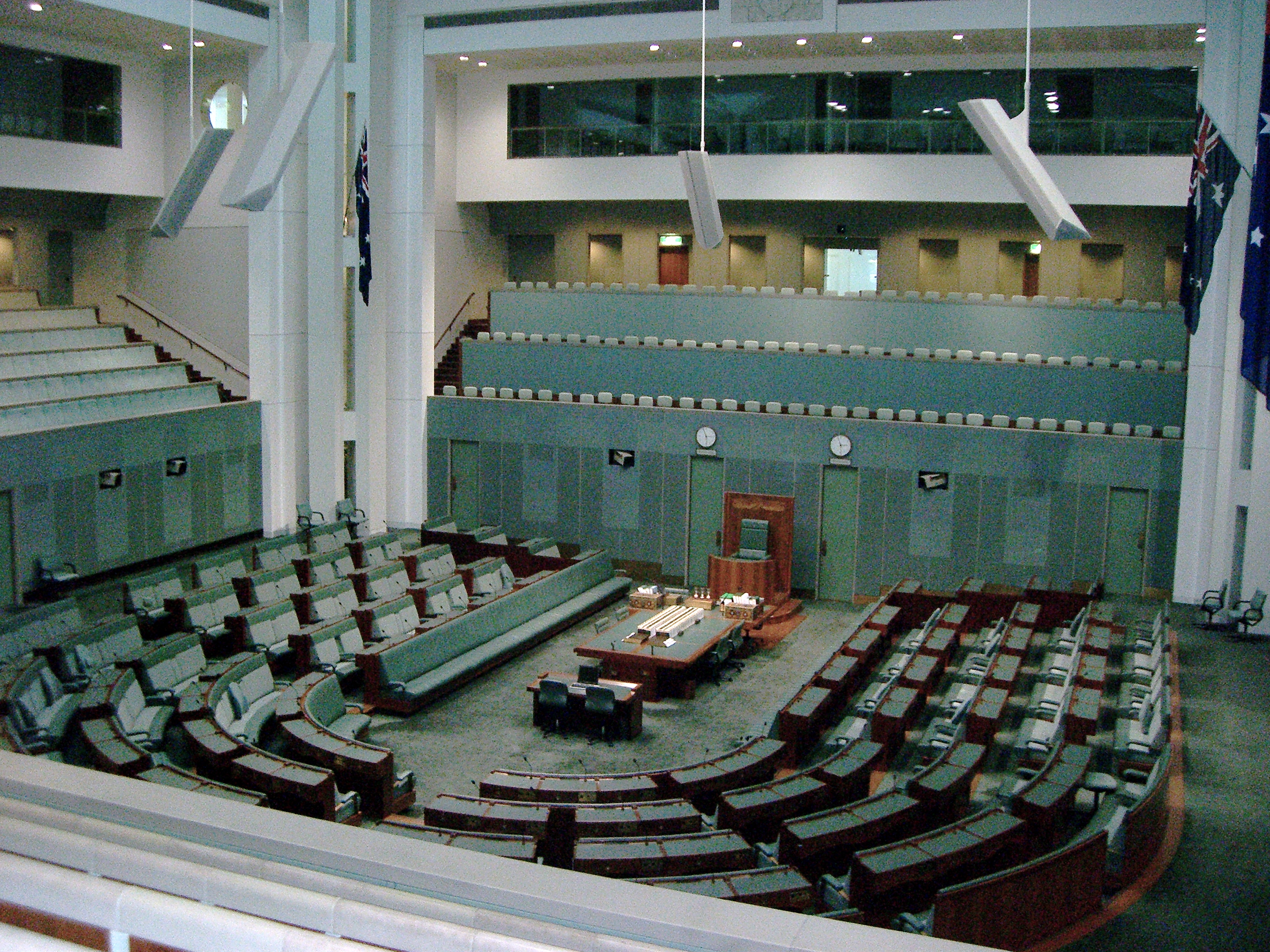
A Câmara dos Representantes da Austrália, organizada em um formato híbrido
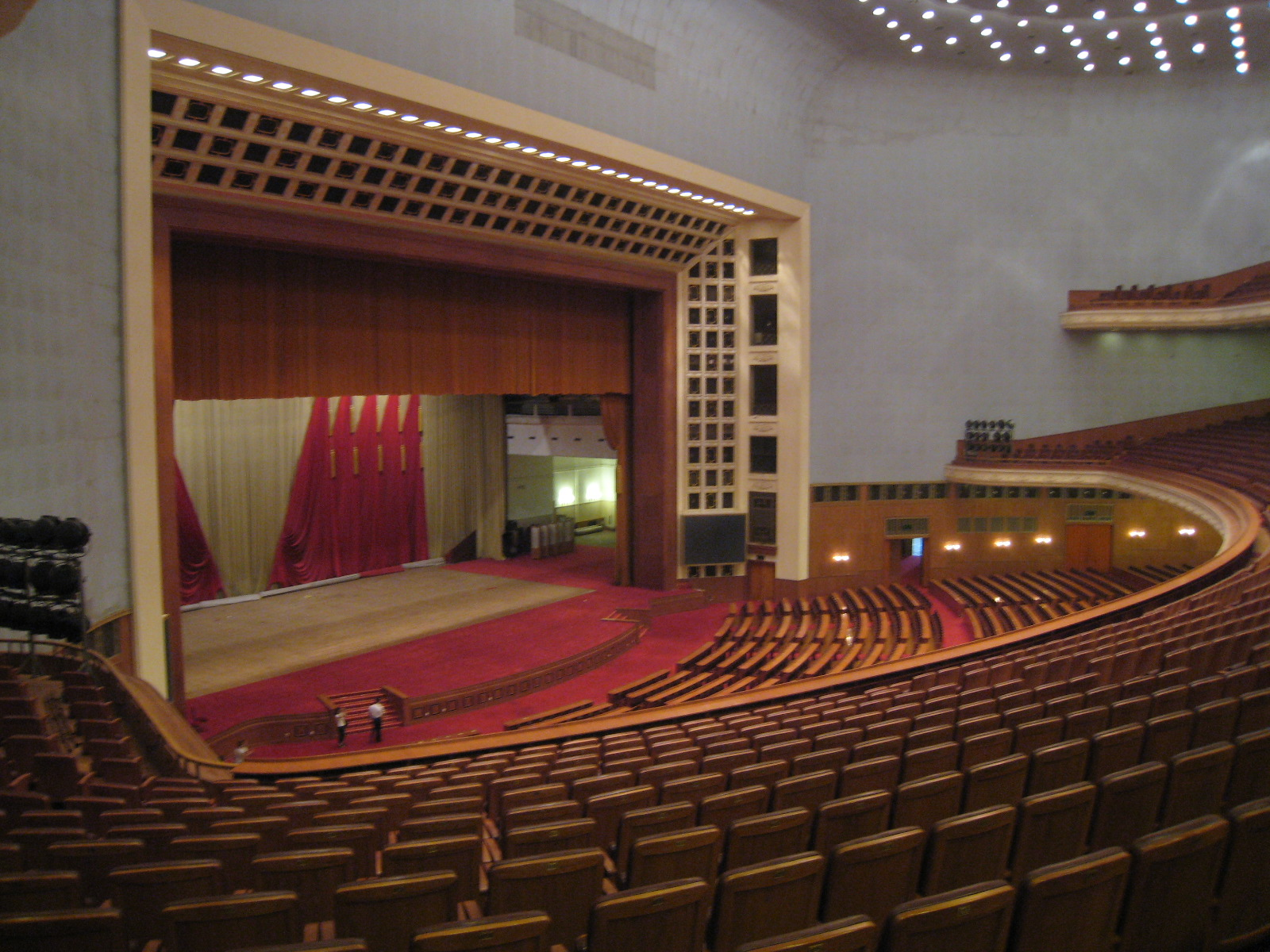
Congresso Nacional do Povo Chinês, com bancadas voltadas para um palco

## Galeria

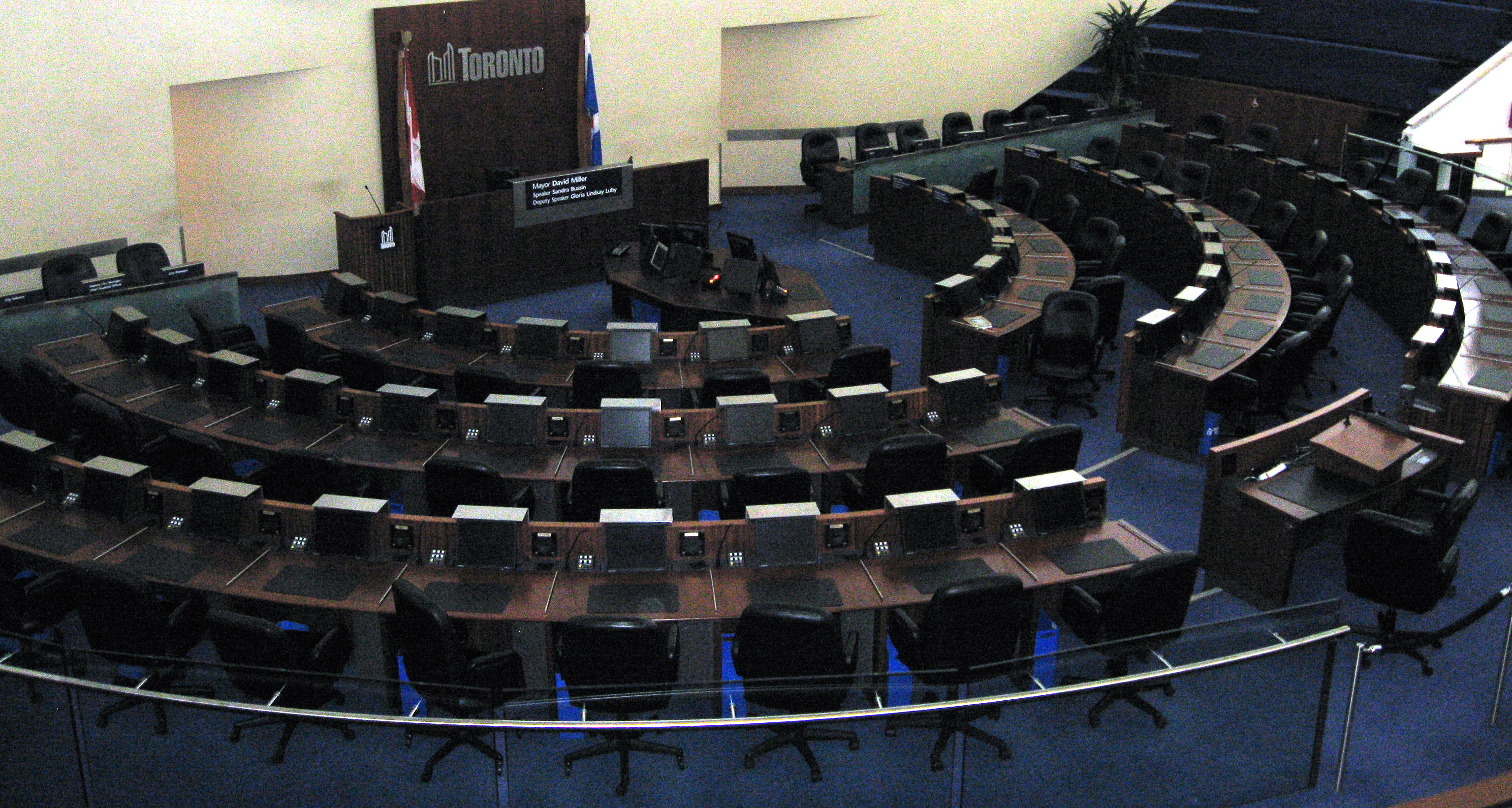
Câmaras do Conselho da Cidade de Toronto
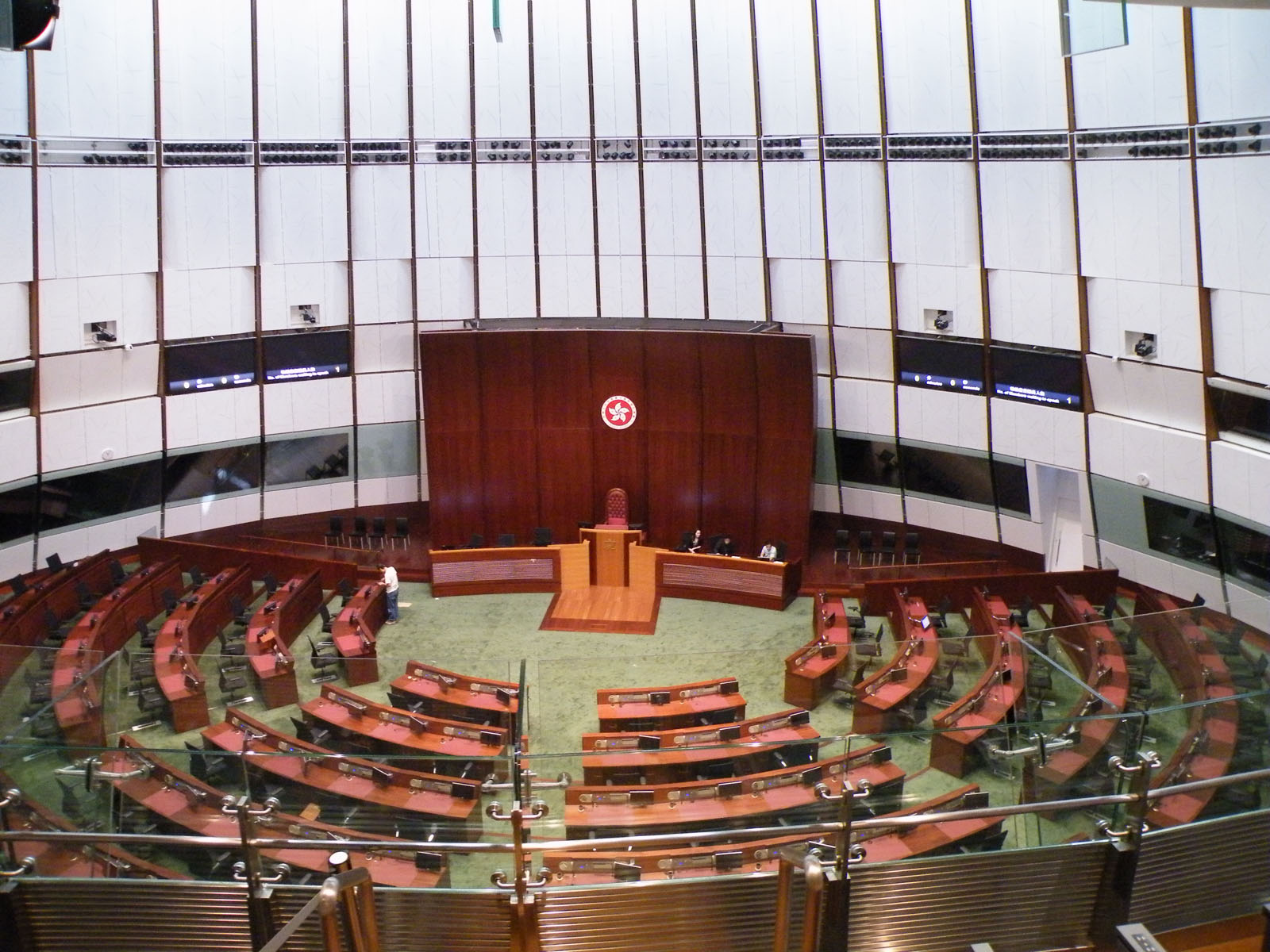
Câmaras do Legco de Hong Kong
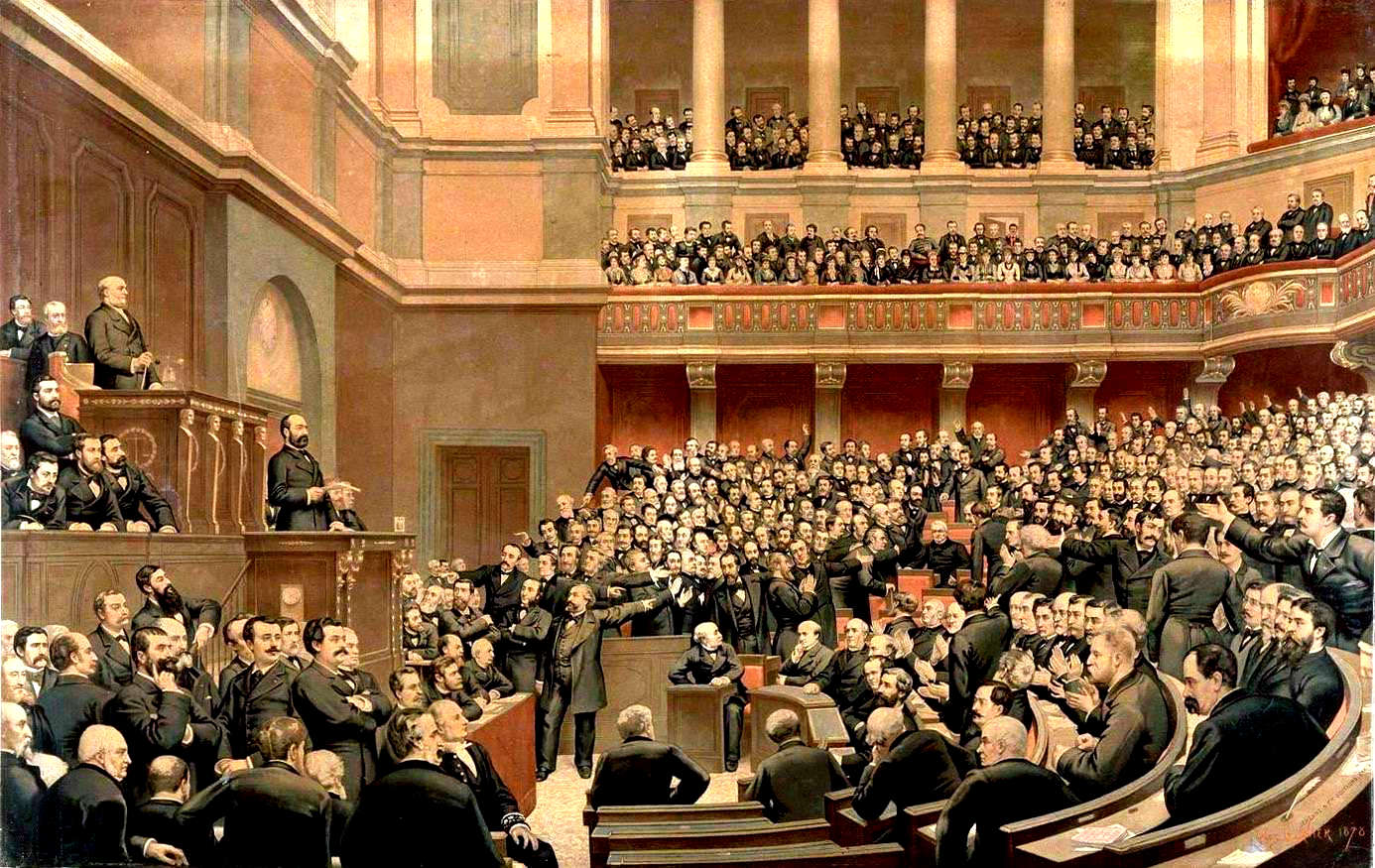
A Assembleia Nacional Francesa em 1877; consolidou o espectro político esquerda-direita de sua câmara na política moderna
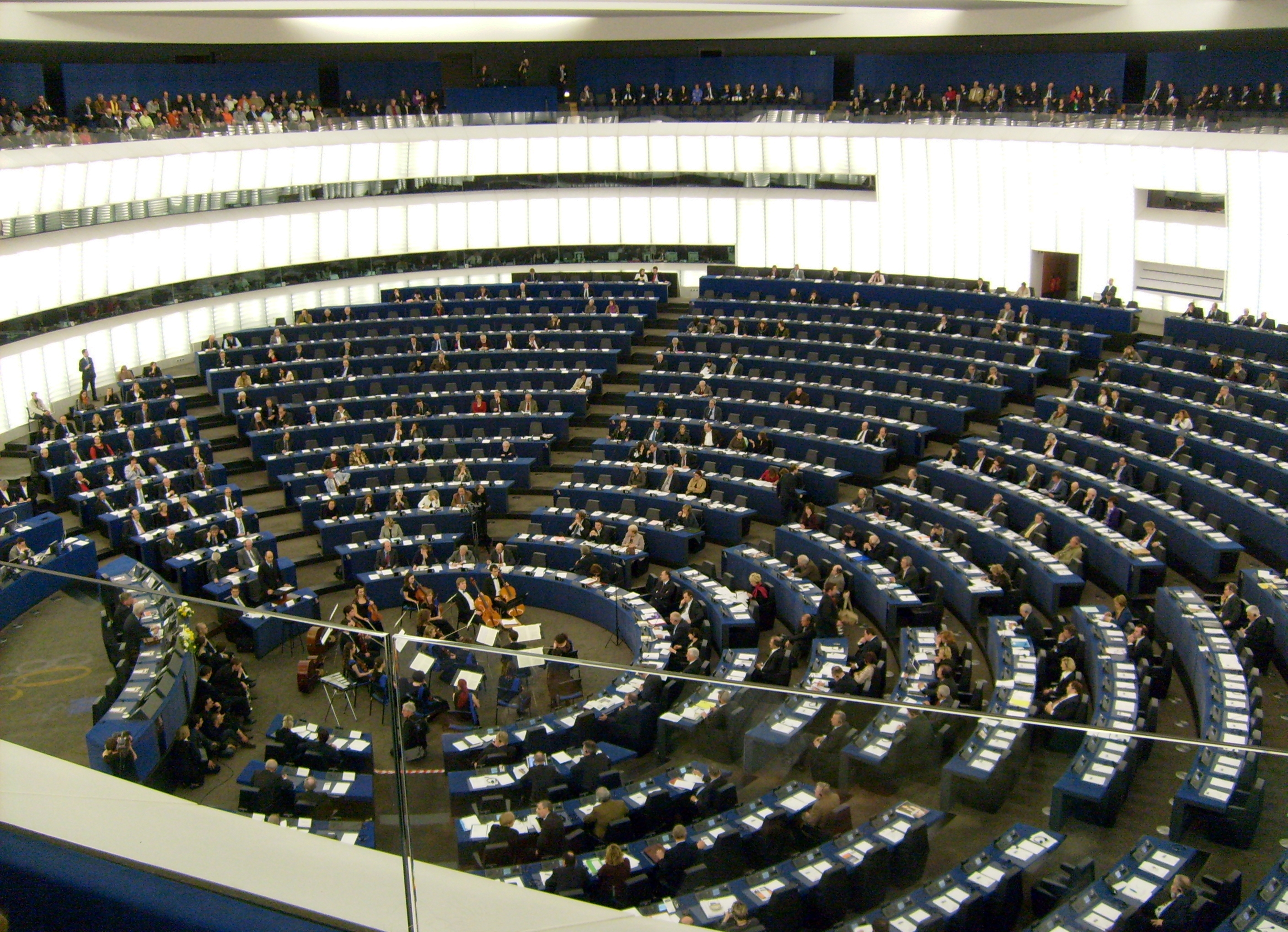
O Parlamento Europeu em 2006, começou a operar em um hemiciclo desde sua fundação em 1958, baseado nas tradições europeias
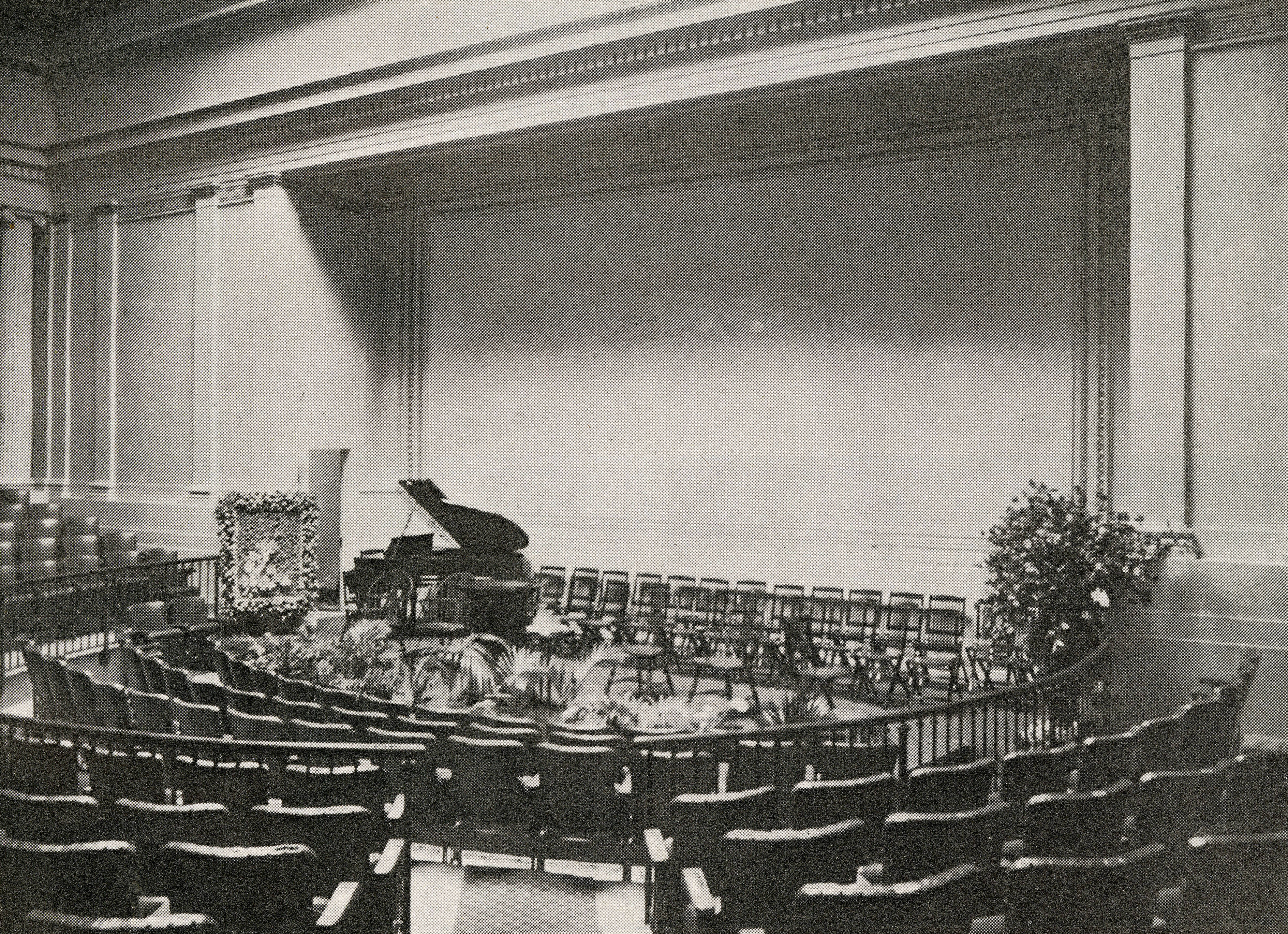
O Museu de Arte de Toledo uma vez continha um espaço de apresentação chamado Hemicycle, visto aqui em 1912
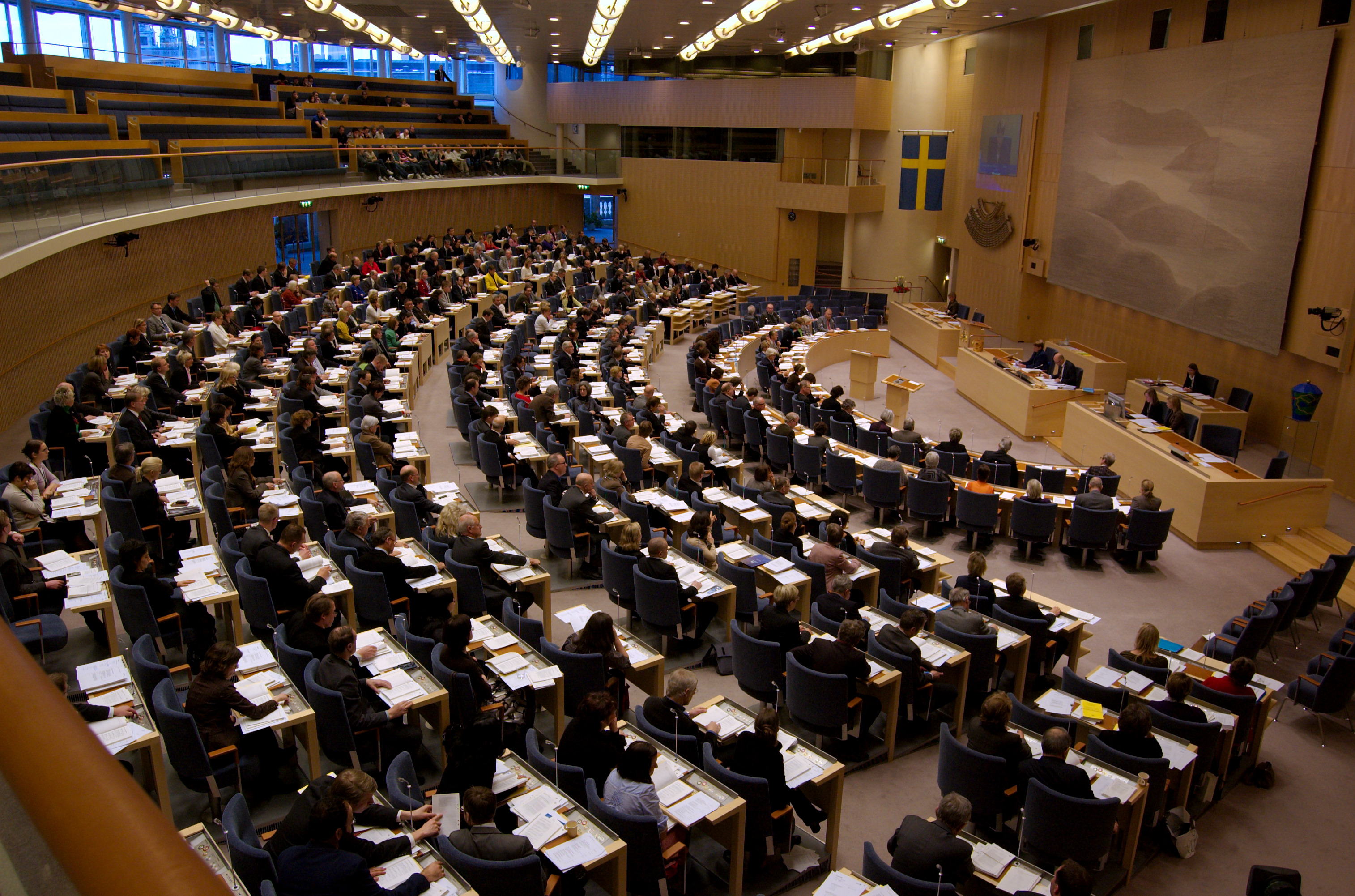
Parlamento da Suécia
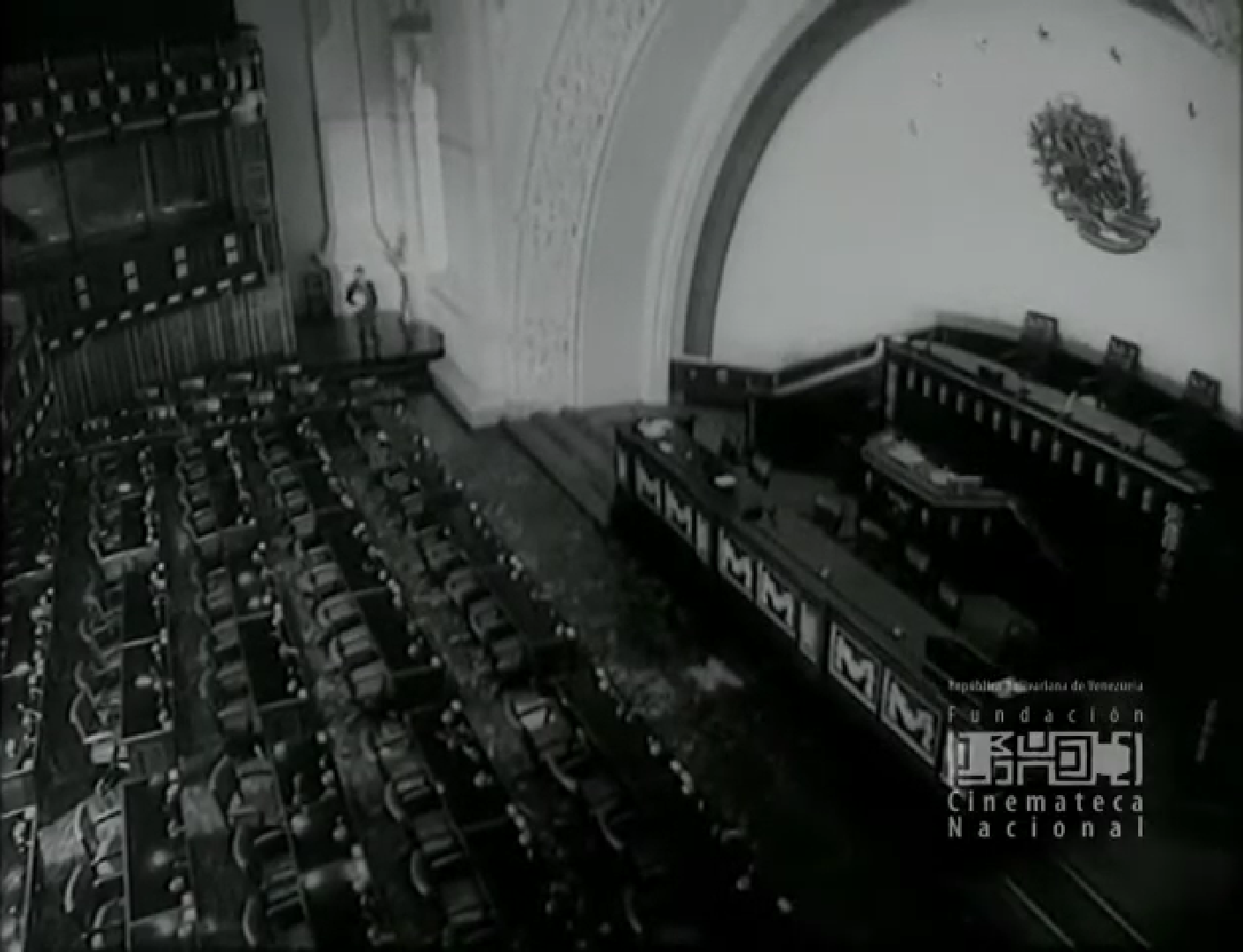
Assembleia Nacional da Venezuela
Representação gráfica da distribuição esquerda-direita dos membros no Parlamento Europeu de 2009